# Campeonato Mundial de Atletismo Sub-20 de 2022 - Salto em distância feminino
A prova do salto em distância feminino do Campeonato Mundial de Atletismo Sub-20 de 2022 ocorreu  entre os dias 3 a 5 de agosto de 2022 no Estádio Olímpico Pascual Guerrero, em Cali, na Colômbia.

## Recordes
Antes desta competição, os recordes mundiais e do campeonato nesta prova eram os seguintes:
|       | Nome            | Nacionalidade     | Distância | Local      | Data                 |
| ----- | --------------- | ----------------- | --------- | ---------- | -------------------- |
| WU20R | Heike Drechsler | Alemanha Oriental | 7.14 m    | Bratislava | 4 de junho de 1983   |
| CR    | Fiona May       | Reino Unido       | 6.88 m    | Sudbury    | 30 de agosto de 1988 |
| WU20L | Helena Börner   | Alemanha          | 6.73 m    | Garbsen    | 22 de maio de 2022   |

## Medalhistas
| Ouro                  | Prata                 | Bronze             |
| Plamena Mitkova (BUL) | Natalia Liñares (COL) | Marta Armani (ITA) |

## Cronograma
Todos os horários são locais (UTC-5).
| Data        | Hora  | Evento       |
| ----------- | ----- | ------------ |
| 3 de agosto | 06:45 | Qualificação |
| 5 de agosto | 12:00 | Final        |

## Resultados

### Qualificação
Qualificação: 6,40 m (Q) ou pelo menos melhor 12 qualificado (q).
| Posição | Grupo | Atleta                | Nacionalidade  | Tentativas | Tentativas | Tentativas | Marca | Notas |
| Posição | Grupo | Atleta                | Nacionalidade  | 1          | 2          | 3          | Marca | Notas |
| ------- | ----- | --------------------- | -------------- | ---------- | ---------- | ---------- | ----- | ----- |
| 1       | A     | Evelyn Yankey         | Espanha        | 6.05       | 5.97       | 6.34       | 6.34  | q     |
| 2       | B     | Marta Amouhin Amani   | Itália         | x          | 6.32       | 6.24       | 6.32  | q     |
| 3       | B     | Natalia Liñares       | Colômbia       | 6.31       | 5.93       | 5.68       | 6.31  | q     |
| 4       | A     | Molly Palmer          | Reino Unido    | x          | 6.31       | x          | 6.31  | q,    |
| 5       | A     | Plamena Mitkova       | Bulgária       | 6.29       | x          | x          | 6.29  | q     |
| 6       | B     | Anna Matuszewicz      | Polónia        | 6.22       | 6.22       | x          | 6.22  | q     |
| 7       | B     | Libby Buder           | Alemanha       | 6.14       | 6.15       | 6.21       | 6.21  | q     |
| 8       | A     | Tabea Eitel           | Alemanha       | 6.21       | 6.10       | 6.05       | 6.21  | q     |
| 9       | A     | Emelia Surch          | Austrália      | 5.87       | 6.20       | 4.73       | 6.20  | q,    |
| 10      | A     | Karmen Fouche         | África do Sul  | 6.11       | 6.08       | 6.15       | 6.15  | q     |
| 11      | B     | Ramona Elena Verman   | Roménia        | 5.90       | 6.12       | 6.13       | 6.13  | q     |
| 12      | B     | Lāsma Zemīte          | Letónia        | 6.08       | x          | 6.13       | 6.13  | q     |
| 13      | A     | Elena Debelic         | Suíça          | 4.58       | 6.03       | 6.10       | 6.10  |       |
| 14      | A     | Brina Likar           | Eslovênia      | 6.10       | 3.95       | 5.91       | 6.10  |       |
| 15      | A     | Vanessa Sena          | Brasil         | 6.08       | 5.84       | 5.92       | 6.08  |       |
| 16      | A     | Katharina Gråman      | Suécia         | 5.88       | 6.07       | x          | 6.07  |       |
| 17      | B     | Nemata Nikiema        | Burquina Fasso | x          | 6.05       | 5.93       | 6.05  |       |
| 18      | A     | Anastassiya Rypakova  | Cazaquistão    | 5.97       | 5.96       | 6.04       | 6.04  |       |
| 19      | B     | Renáta Vodnyánszká    | Eslováquia     | 5.81       | 6.03       | 5.86       | 6.03  |       |
| 20      | A     | Alyssa Banales        | Estados Unidos | 5.88       | 5.67       | 6.02       | 6.02  |       |
| 21      | A     | Ion Kondo             | Japão          | 6.01       | x          | 5.92       | 6.01  |       |
| 22      | B     | Mikaela Lyri          | Grécia         | 4.12       | 5.60       | 6.01       | 6.01  |       |
| 23      | B     | Joane Gerber          | África do Sul  | x          | 6.01       | x          | 6.01  |       |
| 24      | A     | Anna Rugowska         | Polónia        | 5.87       | 5.57       | 5.97       | 5.97  |       |
| 25      | B     | India Alix            | Estados Unidos | x          | 5.93       | 5.94       | 5.94  |       |
| 26      | A     | Konstantina Bertsima  | Grécia         | 5.89       | x          | 5.69       | 5.89  |       |
| 27      | B     | Izzy Goudros          | Canadá         | 5.84       | 5.75       | 5.74       | 5.84  |       |
| 28      | B     | Katie Gunn            | Austrália      | 5.70       | 5.56       | 5.80       | 5.80  |       |
| 29      | A     | Anna Panenko          | Estónia        | 5.70       | x          | x          | 5.70  |       |
| 30      | B     | Winny Chepngetich Bii | Quênia         | x          | x          | 5.65       | 5.65  |       |
| 31      | B     | Plamena Chakarova     | Bulgária       | x          | 5.53       | 5.44       | 5.53  |       |
| 32      | B     | Shaili Singh          | Índia          | DNS        | DNS        | DNS        | DNS   | DNS   |

### Final
A prova final foi realizada no dia 5 de agosto às 12:00. 
| Posição           | Atleta              | Nacionalidade | Tentativas | Tentativas | Tentativas | Tentativas | Tentativas | Tentativas | Marca | Notas           |
| Posição           | Atleta              | Nacionalidade | 1          | 2          | 3          | 4          | 5          | 6          | Marca | Notas           |
| ----------------- | ------------------- | ------------- | ---------- | ---------- | ---------- | ---------- | ---------- | ---------- | ----- | --------------- |
| Medalha de ouro   | Plamena Mitkova     | Bulgária      | 6.19       | X          | 6.66       | 6.57       | x          | x          | 6.66  | Recorde pessoal |
| Medalha de prata  | Natalia Liñares     | Colômbia      | 5.82       | 6.07       | 6.33       | 6.59       | 6.40       | 6.52       | 6.59  |                 |
| Medalha de bronze | Marta Amouhin Amani | Itália        | 6.24       | 6.21       | x          | x          | 6.22       | 6.52       | 6.52  | Recorde pessoal |
| 4                 | Emelia Surch        | Austrália     | 6.08       | 6.15       | 6.18       | 6.17       | 6.45       | x          | 6.45  | Recorde pessoal |
| 5                 | Anna Matuszewicz    | Polónia       | 6.04       | 6.25       | 6.30       | 6.09       | 6.12       | 6.31       | 6.31  |                 |
| 6                 | Karmen Fouche       | África do Sul | x          | 6.07       | 6.19       | 6.31       | 6.17       | 6.15       | 6.31  | Recorde pessoal |
| 7                 | Evelyn Yankey       | Espanha       | 6.16       | 6.04       | 6.21       | 6.15       | 6.01       | 5.99       | 6.21  |                 |
| 8                 | Tabea Eitel         | Alemanha      | 5.97       | 6.18       | 6.04       | 6.00       | x          | 5.98       | 6.18  |                 |
| 9                 | Libby Buder         | Alemanha      | 5.94       | 6.06       | 6.16       |            |            |            | 6.16  |                 |
| 10                | Lāsma Zemīte        | Letónia       | 6.12       | 5.95       | 6.02       |            |            |            | 6.12  |                 |
| 11                | Molly Palmer        | Reino Unido   | x          | 6.09       | x          |            |            |            | 6.09  |                 |
| 12                | Ramona Elena Verman | Roménia       | 6.02       | 5.80       | x          |            |            |            | 6.02  |                 |

Legenda
| Recorde mundial       | Recorde mundial (World record)               |                       | Recorde africano                      | Recorde africano (African) |                                           | Q | Classificado por posição (Qualified) |
| Recorde do campeonato | Recorde do campeonato (Championship record)  | Recorde da América    | Recorde da América (Americas)         | q                          | Classificado por melhor tempo (Qualified) |   |                                      |
| Melhor marca do ano   | Melhor marca do ano (World leading)          | Recorde asiático      | Recorde asiático (Asian)              | DNS                        | Não largou (Did not start)                |   |                                      |
| Recorde nacional      | Recorde nacional (National record)           | Recorde europeu       | Recorde europeu (European)            | DNF                        | Não terminou (Did not finish)             |   |                                      |
| Recorde pessoal       | Recorde pessoal do atleta (Personal best)    | Recorde da Oceania    | Recorde da Oceania (Oceania)          | DSQ / DQ                   | Desclassificado (Disqualified)            |   |                                      |
| Recorde da temporada  | Recorde da temporada do atleta (Season best) | Recorde sul-americano | Recorde sul-americano (South America) | NM                         | Sem marca (No mark)                       |   |                                      |